# Francisco Rodrigues Lobo
Pour les articles homonymes, voir Francisco Rodrigues (homonymie), Rodrigues (homonymie) et Lobo.
 (novembre 2023).
Si vous disposez d'ouvrages ou d'articles de référence ou si vous connaissez des sites web de qualité traitant du thème abordé ici, merci de compléter l'article en donnant les références utiles à sa vérifiabilité et en les liant à la section « Notes et références ».
Francisco Rodrigues Lobo, né à Leiria en 1578 et mort noyé le 4 novembre 1622, est un poète portugais.

## Biographie
Étudiant en droit l’université de Coimbra, Lobo a été un des premiers auteurs de son temps par la pureté de sa langue. Même si son premier (1596) et son dernier ouvrage (1623) sont en espagnol, à cause de la domination espagnole de son pays, il a servi son pays en composant entièrement en portugais ses églogues et ses pastorales en prose, notamment la Corte na Aldeia (1619), pastorale mêlée de prose et de vers, regardée comme un chef d’œuvre.